# Global Records
Global Records este o casă de discuri independentă românească fondată în 2008 de Ștefan Lucian Gîtiță. A început ca un serviciu de full management, iar prima vedetă este Inna, care cucerește lumea cu hit-urile sale internaționale „Hot”, „Love”, „Déjà Vu”, „Amazing” și „Sun Is Up”. Ea a intrat în Top 10 în clasamentul albumelor din Marea Britanie (UK Albums Chart) și din S.U.A. (Dance/Mix Show Airplay), iar această serie de hit-uri au transformat-o pe Inna în cel mai de succes artist CEEMEA (Europa Centrală și de Est, Orientul Mijlociu și Africa) din ultimii zece ani.
În 2015, Global Records s-a transformat într-o casă de discuri independentă care își propunea să găsească, să dezvolte și să lanseze artiști noi pe piețele românești și internaționale. De atunci, este cea mai mare casă de discuri independentă din Europa de Est, cu hituri care au atins Top 20 Shazam la nivel mondial și cu peste 2 miliarde de stream-uri în fiecare an pe platformele digitale.
Portofoliul său este format din peste 30 de artiști și 45 de compozitori și producători și deține 13 studiouri de înregistrare complet echipate la standarde internaționale. Structura Global Group include, de asemenea, o companie de producție video, o agenție de evenimente și Global Talent United, cea mai mare agenție de marketing online din Europa Centrală și de Est, cu un portofoliu propriu de peste 150 de talente online.
Pe lângă lista sa de artiști, Global Records găzduiește producători și compozitori care au lucrat la piese pentru superstaruri internaționale precum Selena Gomez, Alicia Keys, Nicki Minaj, Nick Jonas și Akon.

## Istorie

### 2008–2019

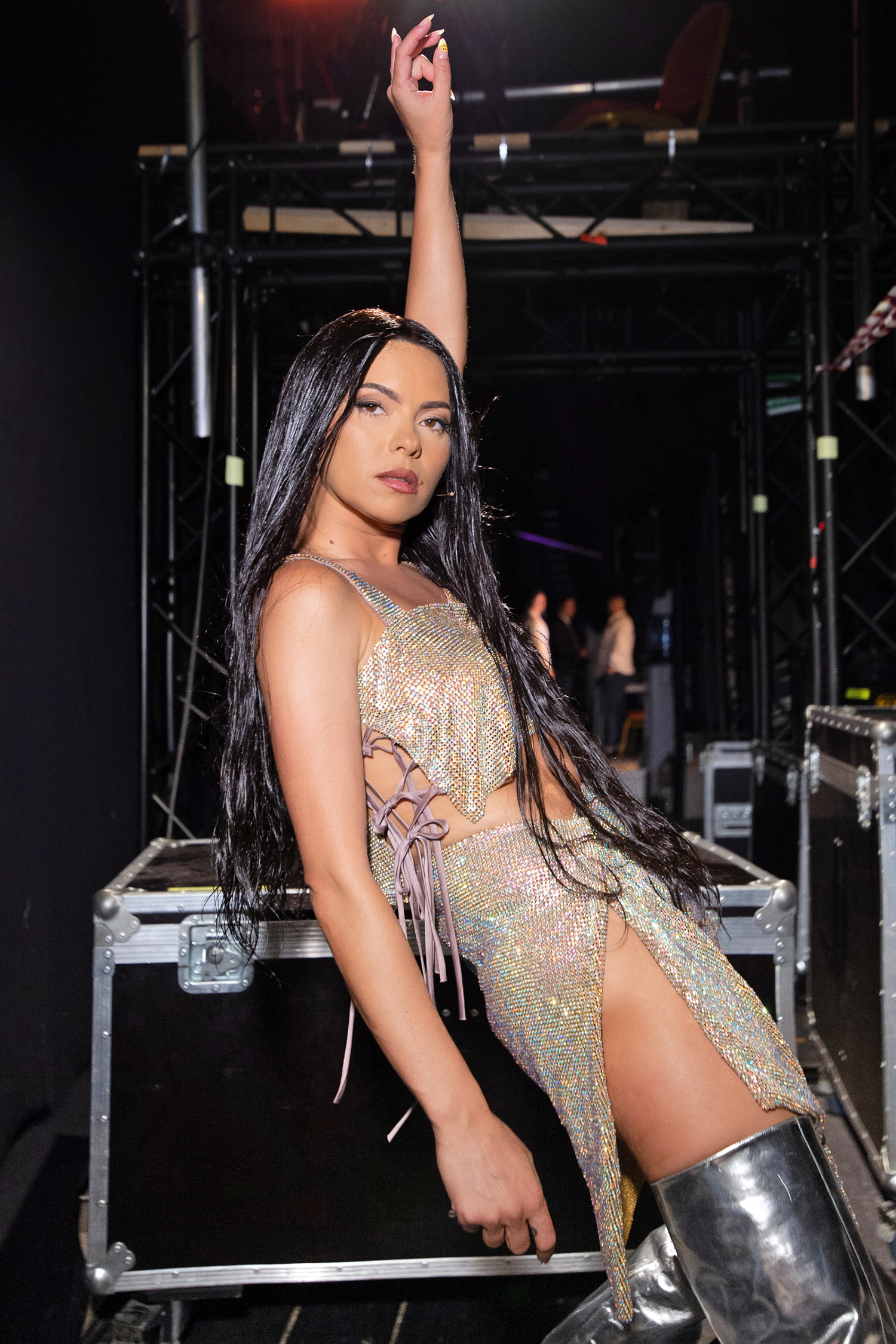
Inna pe platoul Masked Singer România 2021

Superstarul român Inna și-a văzut popularitatea crescând impresionant, consolidând o carieră de peste 12 ani. În tot acest timp, ea a lansat o serie de hit-uri internaționale precum „Hot”, „Sun Is Up”, și „More than Friends” și a înregistrat colaborări cu Daddy Yankee and J Balvin.

### 2020–prezent
În ianuarie 2020, televiziunea publică românească (TVR) a anunțat colaborarea cu casa de discuri, iar Roxen a fost selectată pentru a reprezenta România la Concursul Muzical Eurovision din 2020 cu piesa ei „Alcohol You”. Concursul a fost anulat pe 18 martie 2020 din cauza pandemiei COVID-19. Orașul Rotterdam a găzduit concursul din 2021, iar Roxen a concurat cu piesa „Amnesia”.
Din august 2020, Global Records colaborează cu Warner Music Group pentru a-și promova artiștii la nivel internațional. De asemenea, casa de discuri va licenția repertoriul internațional al Warner Music în România. Prima campanie comună a fost pentru Roxen și cel mai recent single de atunci, „How to Break a Heart”.
Global Records își consolidează prezența în regiune prin deschiderea unor divizii în Polonia (Global Records Polska), Rusia (Global Records Russia) și Turcia (Global Records Turkey). Aceste divizii lucrează îndeaproape cu Global Records la întreaga strategie a casei de discuri, descoperind oportunități, perfecționând talentele locale și promovând melodiile pe care le lansează la nivel internațional.

## Artiști importanți
- 5GANG
- ADI Istrate
- Alduts Sherdley
- Alessandra
- Alina Eremia
- AMI
- Andrei Ursu
- Antonia
- BABASHA
- Bastien
- Carla's Dreams
- Cezar Gună
- Corina
- Dayana
- DJ Project
- DOMINO
- EMAA
- Erika Isac
- Eva Timush
- Florian Rus
- Gran Error
- Holy Molly
- INNA
- Soro
- IRAIDA
- Irina Rimes
- Iuliana Beregoi
- Killa Fonic
- Majii
- Minelli
- Mișu
- Nicole Cherry
- Olivia Addams
- PAX (Paradise Auxiliary)
- Randi
- Rareș Mariș
- Roxen
- Sickotoy
- Spania'99
- The Motans
- Theo Rose
- Vescan
- Yuka
- Zodier
- Ian

## Sublabels
Următoarele case de discuri sunt deținute sau licențiate de Global Records.
- Romanian House Mafia: Muzică dance
- Weather Way: Muzică Pop, Hip-Hop, Trap
- Killa House Klan: Muzică Pop, Hip-Hop, Trap
- Beach Please: Muzică Pop, Hip-Hop, Trap
- Global Beats: Muzică Hip-Hop, Trap
- Manele Mentolate : Manele
- Manele Caviar : Manele